# Yentl (opera teatrale)
Yentl è un'opera teatrale di Leah Napolin, tratto dal racconto Yentl The Yeshiva Boy dello scrittore ebreo polacco Isaac Bashevis Singer contenuto nella raccolta Gimpel l'idiota. La pièce, così come il racconto originale, è stata d'ispirazione per Barbra Streisand per il suo film del 1983 Yentl.

## Trama
Yentl è una ragazza ebrea nell'Europa dell'Est dei primi del Novecento. Il suo grande amore per lo studio, proibito dalla legge in quanto donna, è aiutato dal padre, che ogni sera le insegna il Talmud. Ma quando il padre muore, Yentl decide di lasciare il villaggio e di trasferirsi altrove. Travestitasi da uomo, riesce ad essere ammessa in una prestigiosa Yeshiva; qui, la situazione si complica quando si innamora di Avigdor, un compagno di studi, e rimane involontariamente coinvolta in un triangolo amoroso.
Solo alla fine, Yentl riuscirà a svelare all'amato di essere una donna, ma dato che Avigdor accetta di sposarla solo alla condizione che lei smetta di studiare, la protagonista decide di lasciare l'Europa per gli Stati Uniti.

## Produzioni
Yentl debuttò a Broadway nell'ottobre del 1975 e rimase in scena per 223 repliche fino al 2 maggio 1976. Facevano parte del cast: Tovah Feldshuh (Yentl), John Shea (Avigdor) e Robin Bartlett (Avram). La pièce ottenne recensioni positive, soprattutto per quanto riguardava la performance della Feldshuh, che le valse uno speciale Drama Desk Award, il Theatre World Award, l'Outer Critics Circle Award e una candidatura al Tony Award come miglior attrice protagonista in uno spettacolo.